# Emily Dreissigacker
Emily Dreissigacker (ur. 29 listopada 1988 w Morrisville) – amerykańska biathlonistka, uczestniczka igrzysk olimpijskich oraz mistrzostw Europy.
W Pucharze Świata zadebiutowała 26 listopada 2017 roku w Östersund, zajmując 19. miejsce w pojedynczej sztafety mieszanej.

## Osiągnięcia

### Igrzyska olimpijskie
| Rok  | Miejscowość | Konkurencje | Konkurencje | Konkurencje | Konkurencje | Konkurencje | Konkurencje | Konkurencje |
| Rok  | Miejscowość | IN          | SP          | PU          | MS          | RL          | MR          | SR          |
| ---- | ----------- | ----------- | ----------- | ----------- | ----------- | ----------- | ----------- | ----------- |
| 2018 | Pyeongchang | 67.         | 51.         | 47.         | nd.         | 14.         | nd.         | nd.         |

### Mistrzostwa Europy
| Rok  | Miejscowość    | Konkurencje | Konkurencje | Konkurencje | Konkurencje | Konkurencje | Konkurencje | Konkurencje |
| Rok  | Miejscowość    | IN          | SP          | PU          | MS          | RL          | MR          | SR          |
| ---- | -------------- | ----------- | ----------- | ----------- | ----------- | ----------- | ----------- | ----------- |
| 2017 | Duszniki-Zdrój | 41.         | 69.         | nd.         | nd.         | nd.         | 14.         | nd.         |

### Puchar Świata

#### Miejsca w klasyfikacji generalnej
| Sezon     | Miejsce |
| --------- | ------- |
| 2017/2018 | –       |
| 2018/2019 |         |